# برسوو-ینتش
برسوو-ینتش (به چکی: Brťov-Jeneč) یک منطقهٔ مسکونی در جمهوری چک است که در ناحیه بلانسکو واقع شده‌است. برسوو-ینتش ۷٫۴۵ کیلومتر مربع مساحت و ۳۴۱ نفر جمعیت دارد و ۴۳۷ متر بالاتر از سطح دریا واقع شده‌است.